# Rochelle (Geòrgia)
Rochelle és una població dels Estats Units a l'estat de Geòrgia. Segons el cens del 2000 tenia 1.415 habitants.

## Demografia
Segons el cens del 2000, Rochelle tenia 1.415 habitants, 552 habitatges, i 379 famílies. La densitat de població era de 290,6 habitants/km².
Dels 552 habitatges en un 31% hi vivien nens de menys de 18 anys, en un 42% hi vivien parelles casades, en un 23,2% dones solteres, i en un 31,3% no eren unitats familiars. En el 28,8% dels habitatges hi vivien persones soles el 12,5% de les quals corresponia a persones de 65 anys o més que vivien soles. El nombre mitjà de persones vivint en cada habitatge era de 2,56 i el nombre mitjà de persones que vivien en cada família era de 3,14.
Per edats la població es repartia de la següent manera: un 29,2% tenia menys de 18 anys, un 8,8% entre 18 i 24, un 24,5% entre 25 i 44, un 23,7% de 45 a 60 i un 13,9% 65 anys o més.
L'edat mediana era de 36 anys. Per cada 100 dones de 18 o més anys hi havia 77,7 homes.
La renda mediana per habitatge era de 21.923 $ i la renda mediana per família de 27.250 $. Els homes tenien una renda mediana de 26.607 $ mentre que les dones 19.250 $. La renda per capita de la població era de 12.929 $. Entorn del 28,5% de les famílies i el 36,2% de la població estaven per davall del llindar de pobresa.

## Poblacions més properes
El següent diagrama mostra les poblacions més properes.